# Louise Labé
Louise Labé, Louïze Labé Lionnoize, „a Szép Kötelesné” (Lyon, 1524 körül – Parcieux-en-Dombes, 1566. április 25.) francia költőnő. 
„Egy gazdag lyoni kötélverő mester leánya, s egy még gazdagabb kötélverő felesége. (…) alig hihetően kis életművével a francia reneszánsz legnagyobb költőnője, sokak szerint az egész világirodalom költőasszonyai közt ő a legnagyobb.”

## Életpályája
Életéről kevés konkrét információ maradt fenn, életrajzok csak a 18. század közepétől jelentek meg róla. Louise Labé Pierre Charly gazdag lyoni kötélverőnek Etienette Compagnon-nal kötött második házasságából született, születésének időpontja 1522 áprilisára tehető. A Labé nevet apja az első feleségétől „örökölte”, aki hozományként vitte a házasságba néhai férje, a szintén kötélverő Humbert Labé vállalkozását. Louise anyja 1525-ben meghalt, és Pierre Charly harmadjára a nála sokkal fiatalabb Antoinette Taillard-t vette feleségül, ő volt Louise mostohaanyja. Az apa – polgári családoknál akkor még szokatlanul – jó nevelést biztosított Louise Labénak. Louise tanára és mentora Maurice Scève lyoni költő volt, akivel apja üzleti kapcsolatban állt. Maurice Scève Olaszországban tanult, ahol ragyogó műveltséget szerzett.
A hozzá írott versek és a kortársak tanúságai szerint feltűnően szép és intelligens nő volt, több hangszeren játszott, gyönyörűen énekelt; tudott görögül, latinul és olaszul. Mindezek mellett elsajátította a tisztán férfias „tudományokat”: a tornát, a vívást és a lovaglás művészetét is. 
Ezt a tudását bizonyíthatta, hogy 1542-ben állítólag részt vett a Perpignan közelgő ostromának győzelmét bemutató lovagi torna előadásán, melyet a királyi család tagjai és Henrik dauphin (a későbbi II. Henrik francia király) előtt játszottak, aki csapataival épp Lyonon át vonult háborúba a spanyolok ellen. 
Louise Labé életének ez az epizódja „veszélyes” lehetett, mivel a férfi ruha és páncél viselése az akkori keresztény előírások megsértését jelentette. Később, 1560-ban a férfi ruhák viselése volt az egyik fő érv, ami miatt a szigorú Kálvin erkölcstelenséggel vádolta őt. 
Louise Labé 1542 körül férjhez ment Ennemond Perrin-hez, aki szintén kötélveréssel és kereskedéssel foglalkozott. Házassága nem szerelmi házasság volt, hanem üzleti okokból köttetett, mivel apja olyan vőt akart, aki folytatja a vállalkozását. A férj nem akadályozta feleségét irodalmi kedvtelésében és baráti kapcsolataiban. Az asszony háza Lyon művelt társaságának találkozóhelye volt. Tisztelői vagy csodálói között volt a már említett Maurice Scève, valamint Jean-Antoine de Baïf költő, műfordító, az első francia költészeti és zenei akadémia létrehozója is.
Louise Labé 1546-tól kezdett verseket írni. Feltételezhető, hogy legjobb elégiáit és szonettjeit Olivier de Magny (1529-1561) iránti szerelme ihlette, akivel valószínűleg (nem korábban mint) 1553-ban ismerkedett meg. A férfi iránti érzelmei nyilvánvalóan mélyebbek voltak, mint annak szerelme a költőnő iránt.
1556 és 1565 közötti életéről keveset tudunk, néhány részletre csak következtetni lehet. Az 1550-es évek második felében a spanyolokkal folytatott háború miatt nagy adókat vetettek ki, Lyonban is sok család tönkrement. Louise Labé férje fizetésképtelenségét 1557-ben jegyezték be a városi iratokba. A házaspár egy időre a Parcieux-en-Dombes-on lévő kis birtokára költözött. 
Az 1550-es éveket már a vallásháborúk előszele jellemezte, majd 1562-ben a hugenotta erők birtokukba vették és feldúlták a várost. 1564 Lyonban pestisjárvány tört ki, mely mindkét szembenálló táborból sok emberéletet követel. Louise Labé bátyja és Maurice Scève is pestisben halt meg; ő maga is megbetegedhetett, de betegségének természete nem ismert. 1565-ben barátja, Tomaso Fortini ügyvéd (bankár?) otthonában diktálta le végrendeletét. Kívánságának megfelelően „éjjel, lámpások fényénél”, azaz titokban temették el. A katolikus szertartással rendezett temetés így elkerülhette a hugenották figyelmét.
A 16. században elkezdődött vita arról, hogy Labé kurtizán volt-e vagy sem, máig sem dőlt el. Kálvin 1560-ban egy nyers megjegyzésében lényegében szajhának nevezte. Kijelentését sokan célzatosnak tartották és elutasították. A visszautasított hódoló sértettsége is hozzájárulhatott a híreszteléshez, melynek eredete, hogy mint független nő nem akart alkalmazkodni polgártársai sokszor képmutató erkölcséhez.

## Költészete
Lyonban élt, ahol a 16. század közepén kisebb „költői iskola” működött, tagjai Petrarcát vallották mesterüknek. Közülük kiemelkedett Louise Labé, „a francia reneszánsz Sapphója”, akinek közvetlen hangú költeményei a francia szerelmi líra java terméséhez tartoznak. Három elégia, huszonnégy szonett és egy prózában írt dialógus (Le débat de folie et d'Amour) – ennyi a költőnő ránk maradt irodalmi öröksége. A róla szóló írások szerzőit mégis csodálattal tölti el költészete és a tény, hogy mennyire egyedülálló jelenség a francia reneszánsz irodalmában.
Több szonettet és egy elégiát írt az 1540-es évek végén, 1552-ben fogott hozzá prózai műve elkészítéséhez. 1553-ban nyújtotta be kérelmét II. Henrikhez művei kiadására, és az engedélyt meg is kapta. Jean de Tournes híres lyoni kiadó 1555 augusztusában jelentette meg az Euvres de Louïze Labé Lionnoize című kötetét, majd 1556-ban még kétszer kiadta. A kötet a Débat de folie et d'Amour ('Az őrület és Ámor vitája') című prózai művével kezdődik, a három elégiával, majd a 24 szonettel folytatódik.  
Labé szonettjei, mint a Pléiade korai gyűjteményei, nem tizenkét szótagos, hanem az archaikusabb tíz szótagos versszakban íródtak. Verseiben meglepő közvetlenséggel énekli meg az asszonyi szerelem örömét és bánatát. Maurice Scève-vel ellentétben Labé kerüli az érzéki szenvedély és a szellemi vonzalom szembeállítását, nála a kettő együtt van.
Versei alaphangját a szerelmétől való hosszú távollét és vágyakozás adja meg. Tragikus hangvételének másik forrása érzelmeinek intenzitása, amelyre nincs hasonló válasz a gondtalan férfi szívében. Labé csodás őszinteséggel, affektáltság nélkül rajzolja meg a szenvedélyesen szerető nő képét. Figyelemre méltó az a készség, amellyel a szonett feszes szabályait az érzelmek dinamikájának közvetítésére használja.
Ó elfordult tekintet, barna szem,
ó könnyhullások, forró epedések,
ó mindhiába várt, fekete éjek,
ó nappalok, ragyogtok s nem nekem!
O beaus yeus bruns, o regars destournez
Ó elfordult tekintet (ford. Vas István).

## Magyarul
- Louise Labé: Szerelmes szonettek. Európa, Budapest, 1969. Fordította: Illyés Gyula, Kálnoky László, Lányi Viktor, Molnár Imre, Nemes Nagy Ágnes, Rónay György, Szabó Lőrinc, Tellér Gyula, Vas István.